# Franca Florio
Franca Florio ( Palermo, 27 de diciembre de 1873 - Migliarino Pisano, 10 de noviembre de 1950), nacida Francesca Paola Jacona della Motta dei baroni di San Giuliano y comúnmente llamada Donna Franca, fue una noble y socialité italiana, destacada protagonista de la Belle Époque en Sicilia. Descendiente de una familia noble siciliana, se casó con el empresario Ignazio Florio Jr., miembro de la adinerada familia Florio. La apodaron "Reina de Palermo".

## Biografía

### Ascendencia y matrimonio
Francesca Paola Jacona della Motta nació en Palermo el 27 de diciembre de 1873. Pertenecía a una familia empobrecida de la alta aristocracia siciliana. Su padre era Pietro Jacona della Motta, barón de San Giuliano, y su madre era Costanza Notarbartolo di Villarosa, hermana de Pietro Notarbartolo, duque de Villarosa. Su ascendencia materna incluía también a la Casa de Moncada y a los Lucchesi-Palli, príncipes de Campofranco.

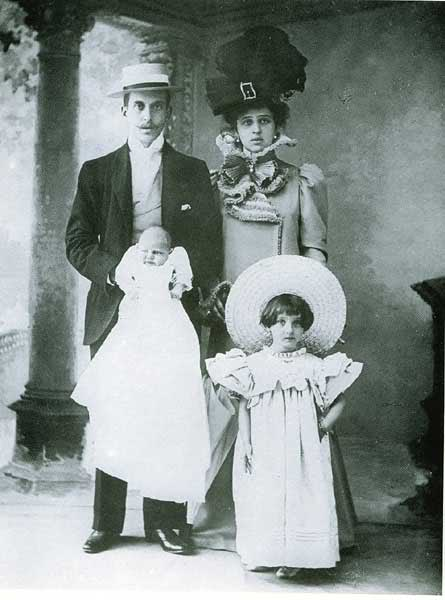
Ignazio Florio Jr., Donna Franca y sus primeros hijos, Giovanna (1893-1902) e Ignazio "baby boy" (1898-1903).

A pesar del empobrecimiento de la familia, la prestigiosa ascendencia de Donna Franca la convirtió en una buena opción, sobre todo a los ojos de la alta burguesía siciliana en busca de nobleza. Así, el 11 de febrero de 1893, a la edad de 19 años, la bella Franca se casó con el empresario y armador Ignazio Florio Jr., heredero del imperio económico de la familia Florio. Los activos de Ignazio Florio Jr. incluían la bodega Florio (empresa líder en la producción del afamado vino Marsala), todo el archipiélago de las Islas Egadas con una gran planta de captura y procesamiento de atún, la Fonderia Oretea, el Banco Florio (banco corresponsal de los Rothschild en Sicilia) y, lo más importante, el 40% de la Navigazione Generale Italiana.

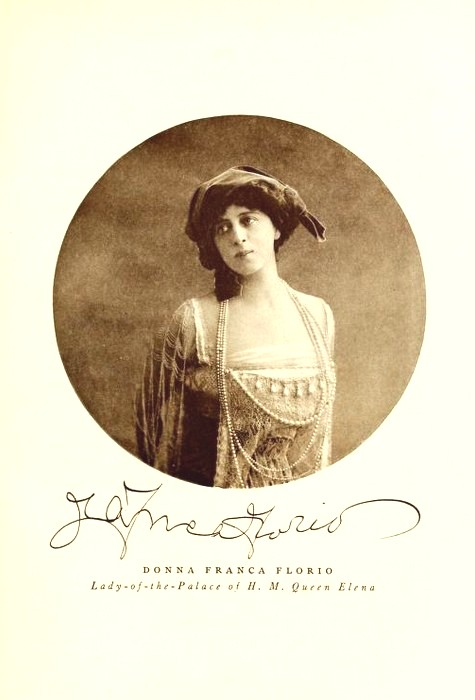
Donna Franca en 1911.

### La Belle Époque y la vida social
Después de su matrimonio con Ignazio Florio Jr., Donna Franca se convirtió en una figura destacada de la vida social europea. A principios del siglo XX, gracias a la influencia de la familia Florio, Sicilia, y especialmente Palermo y la ciudad de Taormina fueron un importante lugar de encuentro para la élite más rica europea. Con sus yates llamados Sultana y Aegusa, Donna Franca pudo asistir a la vida social no sólo en Sicilia, sino incluso en la Costa Azul. Otros lugares frecuentados por Donna Franca fueron Berlín, París, Londres, etc. En 1902 se convirtió en dama de compañía de la reina consorte de Italia Elena de Montenegro. 

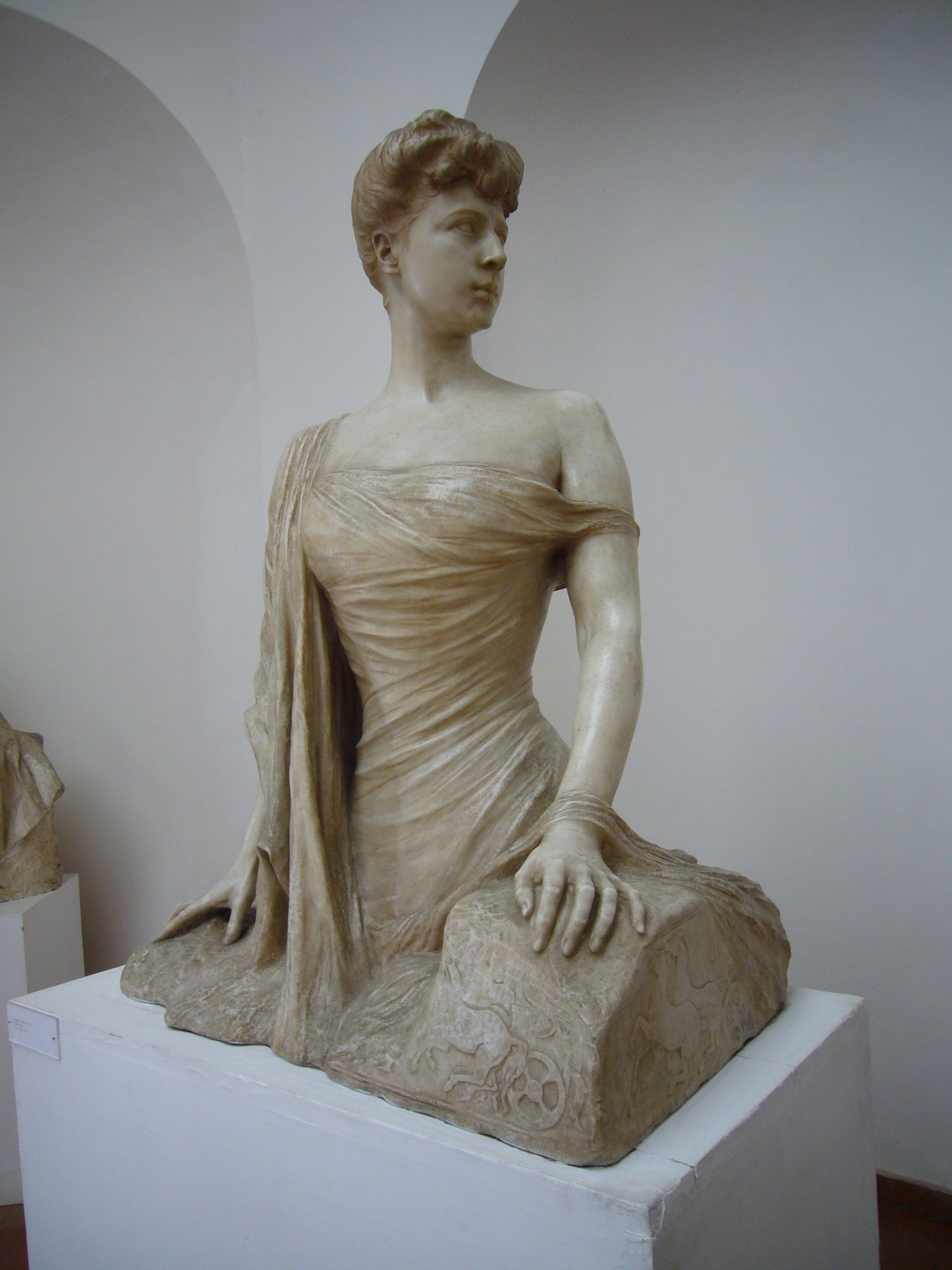
Pietro Canonica, escultura de Franca Florio. Villa Borghese, Roma.

Mujer culta, Donna Franca también fue mecenas del arte. Fue amiga del escritor y poeta italiano Gabriele D'Annunzio, figura destacada del movimiento decadentista en Italia, quien la describió como "una mujer única. Una criatura cuyo cada movimiento posee un ritmo divino". En 1901 Donna Franca conoció al pintor Giovanni Boldini, retratista de renombre internacional que trabajaba especialmente en París y Londres. Por ello, Boldini pintó el famoso "Retrato de doña Franca Florio". Otros artistas que cultivaron su amistad y protección fueron el poeta dialectal Trilussa, los compositores Pietro Mascagni y Ruggero Leoncavallo, el pintor Ettore De Maria Bergler, el escultor Pietro Canonica, la novelista Matilde Serao y el escritor Robert de Montesquiou.
En los mismos años, Franca Florio también conoció al emperador alemán Guillermo II, quien se convirtió en uno de sus más prestigiosos admiradores. A Donna Franca la apodó " Estrella de Italia " debido a su belleza. Posteriormente, el emperador y su esposa, Augusta Victoria, fueron varias veces a Palermo. En su palacio de Palermo, Donna Franca recibió también al rey británico Eduardo VII y a su esposa, Alejandra de Dinamarca, a la emperatriz rusa Alejandra Fiodorovna, al archiduque Francisco Fernando de Austria, y a celebridades como Oscar Wilde, y más tarde el palacete fue visitado por Greta Garbo, Grace Kelly y Maria Callas.

### Últimos años y muerte
Después de la quiebra de Ignazio Florio Jr., Donna Franca se retiró a la Villa Silviati, propiedad del marido de su hija Costanza Igiea Florio, en la frazione de Migliarino Pisano, en la localidad de Vecchiano (Pisa). Murió el 10 de noviembre de 1950 y fue enterrada en el Cementerio de Santa Maria di Gesù, Palermo.

## Representaciones culturales

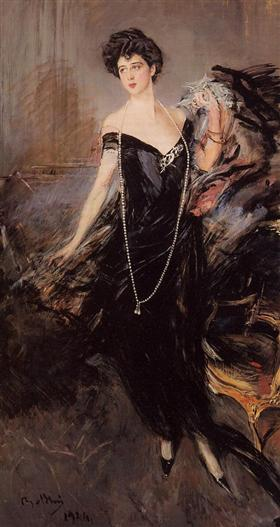
Giovanni Boldini, Retrato de doña Franca Florio.

El famoso Retrato de doña Franca Florio de Giovanni Boldini fue un encargo de Ignazio Florio. La versión inicial, bellamente provocativa, pintada en 1901, no fue aprobada por Ignazio Florio. Según se informa, lo encontró atrevido y de aspecto "antinatural e irreal" y exigió que Boldini ampliara el bajo del vestido y añadiera mangas completas. Una vez que Boldini reelaboró la obra para satisfacer el descontento de su comitente, se exhibió en la Bienal de Venecia de 1903. El retrato permaneció así hasta 1924, cuando el atuendo fue actualizado a la moda de los años 20 y, al desaparecer la riqueza de la familia Florio, lo adquirió el barón Maurice de Rothschild.
Después de dos subastas (Christie's 1995 y Sotheby's 2005), el cuadro se exhibió en el Grand Hotel Villa Igiea de Palermo desde 2006. En 2017 volvió a salir a subasta. Se rumoreaba maliciosamente que el collar del cuadro, con 365 perlas, una para cada día del año, fue un regalo del marido pidiendo perdón por sus muchas aventuras extramaritales.
Franca Florio, regina di Palermo es el título de un ballet narrativo de larga duración en dos actos, con música de Lorenzo Ferrero y escenario, coreografía y puesta en escena de Luciano Cannito. Un encargo del Teatro Massimo de Palermo, la obra se estrenó allí el 22 de noviembre de 2007 con Carla Fracci en el papel principal, y se volvió a representar en junio de 2010.

## Descendencia
Donna Franca y su marido Ignazio Florio tuvieron cinco hijos, pero tres murieron en la infancia:
- Giovanna (1893-1902, murió de meningitis)
- Ignazio (1898-1903, murió accidentalmente; se rumoreó que para poder acudir a una cita romántica fuera del hotel donde se alojaban, la niñera suministró láudano al niño para evitar que se despertara en su ausencia, pero se excedió con la dosis, o que el pequeño se cayó de la cama y se golpeó fatalmente la cabeza. El padre se negó a autorizar una autopsia y aceptó la causa que el médico escribió en el certificado de defunción: colapso cardíaco)[4]
- Constanza Igiea (1900-1974)
- Giacobina (1903, nacida prematura, murió a las pocas horas)
- Giulia (1909-1989)